# São Sebastião (Petrópolis)
São Sebastião, também conhecido como São Sebastião do Indaiá  ou simplesmente Indaiá é um bairro da zona sul da cidade brasileira de Petrópolis, localizado na Região Serrana do Estado do Rio de Janeiro.
O bairro é um desdobramento e desmembramento da antiga Fazenda do Cortiço, posteriormente Mansão Irmãos Mota, sua remanescente, onde a equipe de futebol do Club de Regatas Vasco da Gama fazia suas concentrações e, atualmente o luxuoso Vale Imperial Residence.
Trata-se de um bairro discreto, por onde já passou pessoas importantes e famosas, entre as quais, Raimundo de Moura Britto, Ministro da Saúde do então Presidente da República Humberto de Alencar Castelo Branco.
No bairro São Sebastião (Indaiá), existem várias ruas e servidões, dentre as quais uma das mais importantes é a Aladia Pereira de Almeida Lopes, situada na Rua Álvaro Machado, Nº 120 A, B, C e demais números, que pertencia à antiga Fazenda do Cortiço.

## Toponímia
Neste bairro tinham muitas palmeiras índaiá, ainda encontram-se suas remanescentes.
Indaiá procede do tupi ini’yá, que significa “fruto de fios”, através da junção dos termos em tupi “inim” (rede de dormir) e ybá (fruta), numa referência à utilização das suas fibras para a produção de redes de dormir. Foi a fonte de vários topônimos, sendo que a partir de Indaiá foram nomeados os municípios de Indaiatuba, Indaial, Anajás, Estrela do Indaiá, Dores do Indaiá, Pedra do Indaiá e Anajatuba.
Indaiá é a designação comum à várias palmeiras, espécie do gênero Attalea dubia (arecaceae), que habitou originalmente as regiões Centro-Oeste e Sudeste do Brasil. Além de Indaiá também são chamadas de Anajá e Inajá, que também podem ser usados como nomes próprios. Sua folhagem já foi usada para cobrir telhados.

## História
“A ideia de ligação do Caminho Novo, também chamado Caminho Geral para as Minas de Ouro ou Caminho Novo de Garcia Paes, à Baía de Guanabara através do Rio Inhomirim, já era bem  antiga, presume-se que já tivesse sido cogitada em 1698, 1703 e 1711. Certamente já fora aventado, que seu desenvolvimento mais conveniente, deveria ser no trecho serrano (Petrópolis), através da bacia do Piabanha até a borda da Serra da Estrela, originando o advento da variante do Caminho Novo por Inhomirim (p. 102).
Desta forma evitar-se-ia o trecho final, da Serra do Mar até a baixada do Recôncavo Guanabararino, pois era transposto próximo ao Pico  do Alto da Boa Vista (1.887 m), local onde  a Serra do Couto se encontra com a Serra da Estrela, sendo extremamente íngreme e escarpado, impedindo sua utilização tranqüila por muares, este trecho caía subitamente, em pouco mais de cinco quilômetros, da cota de 1.300 metros para 200 metros. Curiosamente um dos montes nas proximidades do caminho, foi denominado “Morro Acaba a Vida” (p.95).”
Observando o trecho de curso superior, consequentemente com profundidade acadêmica, três séculos de Geohistória, supracitado, do autor Fábio Martins da Cruz, na Universidade do Estado do Rio de Janeiro (UERJ),  conclui-se, que a variante descrita acima, a qual tangenciava a face SE (sudeste) da Pedra do Cortiço, tornava o escoamento do ouro e respectivos trânsitos, mais suaves,  evitando-se o risco de “acabar com a vida” nos precipícios.
"O “Caminho Novo” parte do Porto da Estrela, hoje em Duque de Caxias – município da Baixada Fluminense, no Estado do Rio de Janeiro, localizado às margens do Rio Meriti, perto de sua foz, na orla ocidental da Baía de Guanabara – indo até as regiões onde foram descobertas jazidas como as das atuais cidades de Ouro Preto, Sabará e Cuiabá, localidade próxima a Curral D’el Rey, em Minas Gerais, hoje Belo Horizonte."
O Caminho Novo do Ouro, percorria a face SE (sudeste) da Pedra do Cortiço ou Morro do Cortiço, a qual forma uma várzea com as encostas do Morro Cabeça de Negro ou Cabeça do Frade, esta mais baixa que a Pedra do Cortiço. As tropas e a Família Imperial transitavam desde o Porto da Estrela, passando pela Raiz da Serra, Meio da Serra até o Alto da Serra e vice-versa.
A Primeira Estrada de Ferro da América do Sul, Estrada de Ferro Mauá, depois Estrada de Ferro Príncipe Grão-Pará, foi estendida e também perspassou pelo vale destas montanhas Pedra do Cortiço e Cabeça do Frade. Ainda existem ruínas neste local histórico. Segue o traçado da RJ-107, tangenciando a face sudoeste da Pedra do Cortiço.

## Hidrografia[8]
O Bairro tem como principal curso d'água o Córrego do Indaiá. Os seus dados estão descritos ao lado.

## Geografia

Vídeo(Clic 3x) - São Sebastião - Indaiá - Petrópolis - RJ - PU1JFC

### Clima e Características do Solo[9]
O clima, associado aos organismos atua sobre as rochas produzindo os materiais que irão dar origem aos solos. A gigantesca rocha da Pedra do Cortiço tem influência preponderante na formação do solo do bairro São Sebastião (Indaiá).
O efeito do clima através de variáveis como precipitação, temperatura e umidade pode ser considerado o mais importante agente na manifestação das expressões das propriedades do solo. Certas propriedades podem resultar como efeito da ação do conjunto de condições meteorológicas gerais, de condições climáticas ambientais regionais e/ou de microclimas locais. O clima predominante no bairro é de tropical de altitude, tal como na cidade, todavia por geolocalizar-se no início da Região Serrana, torna-se mais sensível à ação eólica, acarretando a formação de um intenso nevoeiro, o aqui chamado “russo”, neologismo fruto do regionalismo, isto nas estações frias, já nas estações quentes origina-se uma agradável brisa fresca.
Em adição a estas condições climáticas, devemos salientar, também a influência dos efeitos do pedoambiente, isto é,  do clima e da ambiência dentro do solo que, embora seja condicionado pela localização topográfica, aspectos e orientação das encostas, têm influências marcantes no desenvolvimento de certas características.
Os climas do mundo dependem primordialmente da latitude. É grande  a estabilidade climática nos trópicos, mas fora deles, devido a oscilação bianual do sol em relação ao equador, os climas são divididos em estações.
A medida que nos elevamos acima do nível do mar , a temperatura cai cerca de 0,5°C a cada 100 metros,  de modo que as montanhas de grande altitude são sempre frias.
Os lugares onde se registra o maior índice pluviométrico estão situados nos trópicos, onde o ar marinho sopra contra as encostas de barlavento das altas montanhas.

### Formação Rochosa[10]

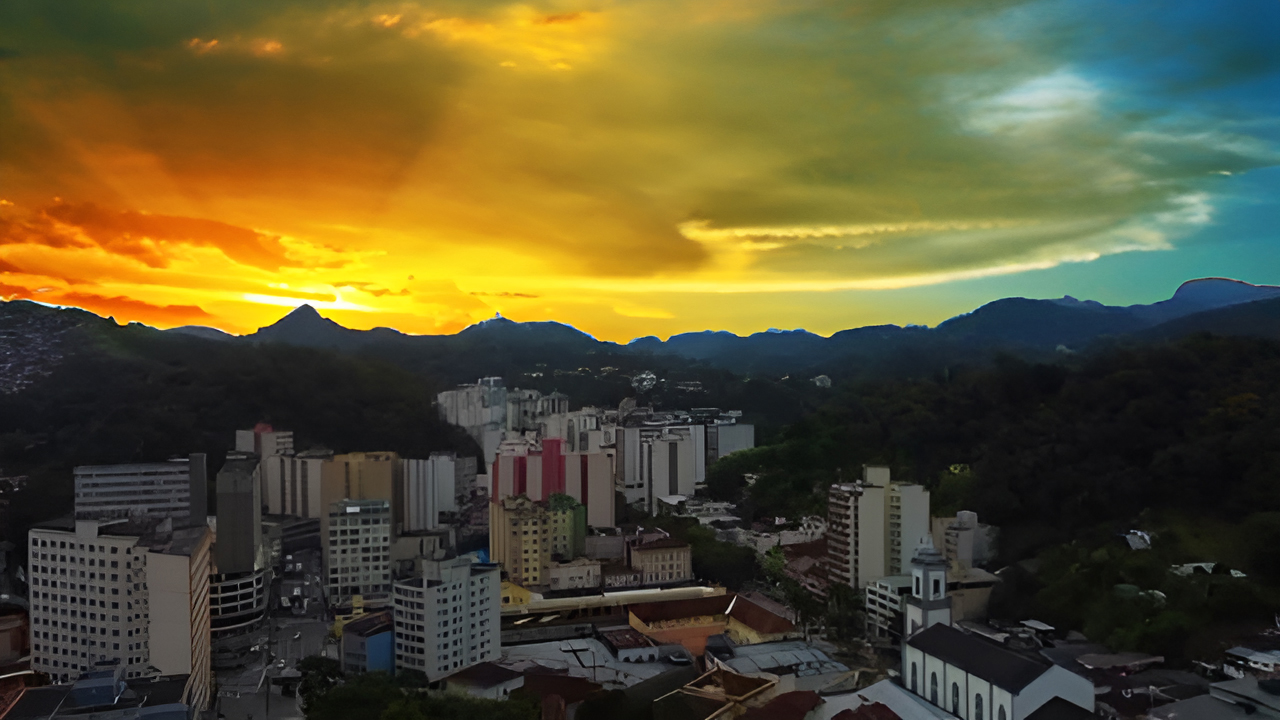
Pedra do Cortiço - PU1JFC

As rochas eruptivas ou ígneas são as que se solidificaram diretamente dos silicatos em estado líquido que os geólogos chama de “magma”. O manto pertence sem dúvida, a essa categoria, assim como a camada de basalto e grande parte da camada de granito. As rochas ígneas compreendem as lavas microlíticas, que esfriaram rapidamente à superfície, e as rochas “plutônicas” de tipo macrolítico, que resfriaram e se cristalizaram lentamente nas profundezas.
Em última análise, todas as rochas se originaram da superfície da Terra, outrora em estado de fusão, superfície que não é mais visível.

Pedra do Cortiço(Fotografia): A mais alta e pontiaguda montanha, à sua esquerda e à frente do sol. Vista a partir do Centro da Cidade de Petrópolis-RJ, em posição elevada, sentido rua do Imperador para a rua Washington Luiz, leste-oeste.
A Pedra do Cortiço sugere uma formação ígnea.
As partes emersas da crosta terrestre  compõem-se de muitos tipos diferentes de rochas, as quais como um todo, têm a densidade e a composição do granito.
Esta camada granítica é muitas vezes chamada “sial”, em virtude da predominância de silício e de alumínio em sua composição. A camada granítica, ou “sial", flutua sobre uma camada mais densa de composição similar à da lava vulcânica negra comum, conhecida como basáltica.
Nas áreas continentais, as camadas granítica e basáltica têm juntas uma espessura média que varia entre 30 e 70 km. Nas áreas oceânicas, a camada basáltica, por si só, tem a espessura média de 6,5 km.

### Localização[8]

Localização São Sebastião Indaiá Petrópolis Brasil - Coordenadas Geográficas - PU1JFC

Sua geolocalização (Degrees Lat Long) é -22.541520 (22° 32' 29 S) de latitude e -43.193749 (43° 11' 37 O) de longitude.
Sua montanha dominante é a Pedra do Cortiço, com mais de 1.000 metros (mais alta que o ponto dominante da cidade do Rio de Janeiro). Propensa a alpinismo de alto nível na sua face sudeste (SE - 129,74º).   Já na sua face sudoeste (SO - 200,71º) realizam-se boas caminhadas pela sua trilha, cuja inicia-se próximo ao começo da Rua Álvaro Machado.
Seu clima é o tropical de altitude, com uma temperatura média (anual) de 18º C (64,4º F). Tem-se registros de temperaturas abaixo de 0º C.
Sua altitude é de 878 metros (2880,58 p), portanto mais alto que o centro da cidade de Petrópolis.

## Personalidades
- Raimundo de Moura Britto - Médico, político e Ministro da Saúde.[3]
- Tenente Nilo Ferreira Gomes - Herói militar.[11]